# Diecéze Abaetetuba
Diecéze Abaetetuba je diecéze římskokatolické církve, nacházející se v Brazílii.

## Území
Diecéze zahrnuje severovýchodní část státu Pará.
Biskupským sídlem je město Abaetetuba, kde se nachází hlavní chrám Katedrála Neposkvrněného početí Panny Marie.

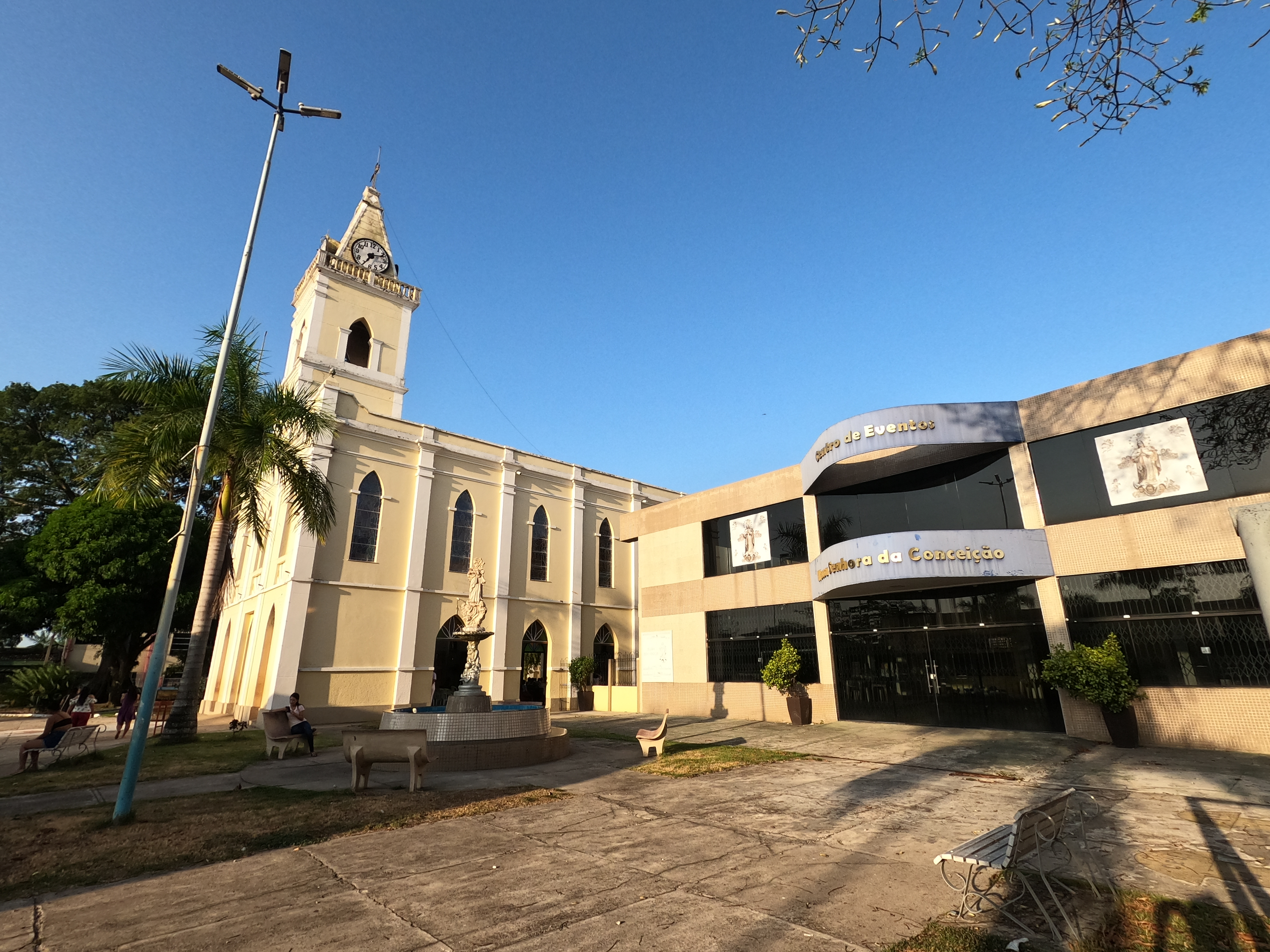

Zahrnuje 18 farností. K roku 2012 měla 351 000 věřících, 18 diecézních kněží, 14 řeholních kněží, 16 řeholníků a 24 řeholnic.

## Historie
Dne 25. listopadu 1961 byla bulou Quandoquidem novae papeže Jana XXIII. vytvořena z části území arcidiecéze Belém do Pará Územní prelatura Abaeté do Tocantins.
Dne 4. srpna 1981 byla bulou Qui ad Beatissimi papeže Jana Pavla II. povýšena na diecézi se současným jménem.

## Seznam biskupů
- Giovanni Gazza, S.X. (1962–1966)
- Angelo Frosi, S.X. (1970–1995)
- Flávio Giovenale, S.D.B. (1997–2012)
- José Maria Chaves dos Reis (od 2013)